# فرانسوا ديلاتر
فرانسوا ديلاتر (بالفرنسية: François Delattre)‏ من مواليد 15 نوفمبر 1963 هو دبلوماسي فرنسي وموظف حكومي كبير يعمل سفيراً لفرنسا في ألمانيا منذ عام 2022.
شغل ديلاتر من عام 2019 إلى عام 2022 منصب الأمين العام لوزارة أوروبا والشؤون الخارجية تحت إشراف الوزراء جان إيف لودريان وكاثرين كولونا. شغل سابقًا منصب سفير فرنسا لدى الولايات المتحدة من 2011 إلى 2014 والممثل الدائم لدى الأمم المتحدة في مدينة نيويورك ورئيس بعثة فرنسا لدى الأمم المتحدة من 2014 حتى 2019.

## الحياة المهنية والدراسة
ديلاتر تخرج من معهد العلوم السياسية في باريس في عام 1984 والمدرسة الوطنية للإدارة على شهادة البكالوريوس في القانون الدولي في عام 1989.
إنضم ديلاتر إلى وزارة الخارجية الفرنسية في عام 1989، خدم في السفارة الفرنسية في ألمانيا، وفي وزارة الشؤون الاستراتيجية ونزع السلاح. كان ديلاتر مدير الصحافة والإعلام في السفارة الفرنسية في واشنطن العاصمة، 1998-2002. نائب مدير مكتب وزير الخارجية الفرنسي من 2002 إلى 2004؛ عين قنصل فرنسا العام في مدينة نيويورك 2004-2008. وسفير فرنسا لدى كندا من عام 2008 إلى عام 2011.